# Jay Rodriguez
Jay Enrique Rodríguez (Burnley, 29 luglio 1989) è un calciatore inglese di origini spagnole, attaccante del Wrexham.

## Carriera

### Club
Dopo essere stato oggetto dell'interesse di diversi club di Premier League, il 10 giugno 2012 firma per il Southampton un contratto quadriennale. Il suo primo gol, con i colori del Southampton, data 14 luglio 2012, un colpo di testa che si insacca in rete durante il "Markus Liebherr Memorial Cup Match" giocato contro l'Arsenal. Fa il suo debutto ufficiale nella prima giornata di campionato della stagione 2012-2013 di Premier League, partendo da titolare contro il Manchester City di Roberto Mancini. Viene poi sostituito al 55', e al suo posto subentra Rickie Lambert. Il 12 maggio 2015 rinnova con i Saints, fino al giugno 2019..

### Nazionale
Il 15 novembre 2013 debutta con la nazionale inglese, nell'amichevole persa per 0-2 contro il Cile.

## Statistiche

### Presenze e reti nei club
Statistiche aggiornate al 8 maggio 2023.
| Stagione             | Squadra              | Campionato           | Campionato | Campionato | Coppe nazionali | Coppe nazionali | Coppe nazionali | Coppe continentali | Coppe continentali | Coppe continentali | Altre coppe | Altre coppe | Altre coppe | Totale | Totale |
| Stagione             | Squadra              | Comp                 | Pres       | Reti       | Comp            | Pres            | Reti            | Comp               | Pres               | Reti               | Comp        | Pres        | Reti        | Pres   | Reti   |
| -------------------- | -------------------- | -------------------- | ---------- | ---------- | --------------- | --------------- | --------------- | ------------------ | ------------------ | ------------------ | ----------- | ----------- | ----------- | ------ | ------ |
| 2007-gen. 2008       | Burnley              | FLC                  | 1          | 0          | FACup+CdL       | 0               | 0               | -                  | -                  | -                  | -           | -           | -           | 1      | 0      |
| gen.-giu. 2008       | Stirling Albion      | SFD                  | 11         | 3          | CS+CdL          | 1+0             | 0               | -                  | -                  | -                  | -           | -           | -           | 12     | 3      |
| 2008-2009            | Burnley              | FLC                  | 25+3       | 2+0        | FACup+CdL       | 4+3             | 1+2             | -                  | -                  | -                  | -           | -           | -           | 35     | 5      |
| 2009-gen. 2010       | Burnley              | PL                   | 0          | 0          | FACup+CdL       | 0+2             | 0               | -                  | -                  | -                  | -           | -           | -           | 2      | 0      |
| gen.-giu. 2010       | Barnsley             | FLC                  | 6          | 1          | FACup+CdL       | 0+0             | 0               | -                  | -                  | -                  | -           | -           | -           | 6      | 1      |
| 2010-2011            | Burnley              | FLC                  | 42         | 14         | FACup+CdL       | 3+3             | 1+0             | -                  | -                  | -                  | -           | -           | -           | 48     | 15     |
| 2011-2012            | Burnley              | FLC                  | 37         | 15         | FACup+CdL       | 1+4             | 1+5             | -                  | -                  | -                  | -           | -           | -           | 42     | 21     |
| 2012-2013            | Southampton          | PL                   | 35         | 6          | FAcup+CdL       | 1+1             | 1+2             | -                  | -                  | -                  | -           | -           | -           | 37     | 9      |
| 2013-2014            | Southampton          | PL                   | 33         | 15         | FAcup+CdL       | 3+3             | 1+1             | -                  | -                  | -                  | -           | -           | -           | 39     | 17     |
| 2014-2015            | Southampton          | PL                   | 0          | 0          | FACup+CdL       | 0               | 0               | -                  | -                  | -                  | -           | -           | -           | 0      | 0      |
| 2015-2016            | Southampton          | PL                   | 12         | 0          | FACup+CdL       | 0+1             | 0+2             | UEL                | 3                  | 1                  | -           | -           | -           | 16     | 3      |
| 2016-2017            | Southampton          | PL                   | 24         | 5          | FACup+CdL       | 4+2             | 0               | UEL                | 4                  | 1                  | -           | -           | -           | 34     | 6      |
| Totale Southampton   | Totale Southampton   | Totale Southampton   | 104        | 26         |                 | 15              | 7               |                    | 7                  | 2                  |             | -           | -           | 126    | 35     |
| 2017-2018            | West Bromwich        | PL                   | 37         | 7          | FACup+CdL       | 3+2             | 3+1             | -                  | -                  | -                  | -           | -           | -           | 42     | 11     |
| 2018-2019            | West Bromwich        | FLC                  | 45+2       | 22+0       | FACup+CdL       | 1+0             | 0               | -                  | -                  | -                  | -           | -           | -           | 48     | 22     |
| Totale West Bromwich | Totale West Bromwich | Totale West Bromwich | 82+2       | 29+0       |                 | 6               | 4               |                    | -                  | -                  |             | -           | -           | 90     | 33     |
| 2019-2020            | Burnley              | PL                   | 36         | 8          | FACup+CdL       | 2+1             | 2+1             | -                  | -                  | -                  | -           | -           | -           | 39     | 11     |
| 2020-2021            | Burnley              | PL                   | 31         | 1          | FACup+CdL       | 2+2             | 2+0             | -                  | -                  | -                  | -           | -           | -           | 35     | 3      |
| 2021-2022            | Burnley              | PL                   | 29         | 2          | FACup+CdL       | 1+3             | 1+4             | -                  | -                  | -                  | -           | -           | -           | 33     | 7      |
| 2022-2023            | Burnley              | FLC                  | 28         | 10         | FACup+CdL       | 1+0             | 0               | -                  | -                  | -                  | -           | -           | -           | 29     | 10     |
| 2023-2024            | Burnley              | PL                   | 16         | 2          | FACup+CdL       | 0+3             | 0+0             | -                  | -                  | -                  | -           | -           | -           | 19     | 2      |
| Totale Burnley       | Totale Burnley       | Totale Burnley       | 245+3      | 45         |                 | 35              | 20              |                    | -                  | -                  |             | -           | -           | 283    | 65     |
| Totale carriera      | Totale carriera      | Totale carriera      | 451        | 113        |                 | 57              | 31              |                    | 7                  | 2                  |             | -           | -           | 515    | 146    |

### Cronologia presenze e reti in nazionale
| Cronologia completa delle presenze e delle reti in nazionale ― Inghilterra | Cronologia completa delle presenze e delle reti in nazionale ― Inghilterra | Cronologia completa delle presenze e delle reti in nazionale ― Inghilterra | Cronologia completa delle presenze e delle reti in nazionale ― Inghilterra | Cronologia completa delle presenze e delle reti in nazionale ― Inghilterra | Cronologia completa delle presenze e delle reti in nazionale ― Inghilterra | Cronologia completa delle presenze e delle reti in nazionale ― Inghilterra | Cronologia completa delle presenze e delle reti in nazionale ― Inghilterra |
| Data                                                                       | Città                                                                      | In casa                                                                    | Risultato                                                                  | Ospiti                                                                     | Competizione                                                               | Reti                                                                       | Note                                                                       |
| -------------------------------------------------------------------------- | -------------------------------------------------------------------------- | -------------------------------------------------------------------------- | -------------------------------------------------------------------------- | -------------------------------------------------------------------------- | -------------------------------------------------------------------------- | -------------------------------------------------------------------------- | -------------------------------------------------------------------------- |
| 15-11-2013                                                                 | Londra                                                                     | Inghilterra                                                                | 0 – 2                                                                      | Cile                                                                       | Amichevole                                                                 | -                                                                          | 57’                                                                        |
| Totale                                                                     |                                                                            | Presenze                                                                   | 1                                                                          |                                                                            | Reti                                                                       | 0                                                                          |                                                                            |

## Palmarès

### Club
- Football League Championship: 1

Burnley: 2022-2023

### Individuale
- Capocannoniere della Football League Cup: 1

Burnley: 2011-2012 (5 reti)